# Lithium
"Lithium" je drugi singl s albuma The Open Door rock sastava Evanescence. Iako postoje mnoga nagađanja da je tema pjesme kako joj naziv govori litij, koji se upotrebljava i kao svojevrsna droga, Amy Lee je izjavila kako je to metafora za tugu i sreću.

## Glazbeni video
Radnja se odvija u snježnoj šumi, a Amy Lee je odjevena u crnu haljinu koja predstavlja tugu i bijelu koja predstavlja sreću. Scene pod vodom slične su onima iz spota za "Going Under".